# Carlos Lopez Chimino
Carlos Lopez Chimino (San Juan, 13 marzo 1977) è un ex hockeista su pista argentino.

## Palmarès

### Giocatore

#### Club

##### Competizioni nazionali
- Coppa del Re: 4

Liceo La Coruña: 1998
Barcellona: 2005, 2007, 2011
- Campionato spagnolo: 6

Barcellona: 2004-2005, 2005-2006, 2006-2007, 2007-2008, 2008-2009, 2009-2010
- Supercoppa di Spagna: 3

Barcellona: 2005, 2007, 2008
- Campionato portoghese: 2

Benfica: 2011-2012, 2014-2015
- Supercoppa del Portogallo: 1

Benfica: 2012
- Coppa del Portogallo: 2

Benfica: 2013-2014, 2014-2015

##### Competizioni internazionali
- Coppa CERS/WSE: 2

Liceo La Coruña: 1998-1999
Barcellona: 2005-2006
- CERH European League: 6

Liceo La Coruña: 2002-2003
Barcellona: 2004-2005, 2006-2007, 2007-2008, 2009-2010
Benfica: 2012-2013
- Supercoppa d'Europa/Coppa Continentale: 9

Liceo La Coruña: 2003-2004
Barcellona: 2004-2005, 2005-2006, 2006-2007, 2007-2008, 2008-2009, 2010-2011
Benfica: 2011-2012, 2013-2014
- Coppa Intercontinentale: 4

Liceo La Coruña: 2004
Barcellona: 2006, 2008
Benfica: 2013

#### Nazionale
- Campionato mondiale: 1

Reus 1999